# Société béninoise d’infrastructures numériques
La Société béninoise d’infrastructures numériques (SBIN) est une entreprise publique du Bénin chargée dans un premier temps de la gestion des infrastructures numériques du pays et de la vente en gros de donnée. À l'issue de la mise en œuvre des réformes structurelles lancées par le gouvernement béninois dans le secteur des télécommunications, la Sbin voit son champs d'action élargi. En effet, hormis sa mission de gérer les  infrastructures numériques et de vendre du data, elle est autorisée à fournir aussi des services de communications électroniques fixes et mobiles à la fois aux particuliers et aux entreprises.

## Historique, gestion et obtention de licence
La Société béninoise d’infrastructures numériques est créée en 2018. Elle est née à la suite de la dissolution des sociétés étatiques Bénin Télécoms et Libercom. Son rôle se cantonne à sa création à la gestion des infrastructures des anciens opérateurs publics que sont Bénin Télécom et Libercom. Le vendredi 21 mai 2021, la mise sous gestion déléguée de la Sbin est actée. En effet, après un processus de recrutement, le gouvernement du Bénin choisit le Groupe Sonatel, un opérateur téléphonique sénégalais qui vend des prestations de télécommunications dans les domaines du fixe, du mobile, de l’internet, de la télévision et des données aux particuliers et aux entreprises, pour gérer la Sbin,,. Le but de gestion déléguée est d'une part de faire profiter la Sbin de l'expertise du Groupe Sonatel dans le domaine du numérique et surtout de faire d'elle le nouvel opérateur GSM dans le pays en ouvrant ainsi la voie à la concurrence car le milieu est jusqu'alors dominé par deux opérateurs : Moov Africa Bénin et MTN. Le pôle mobile de la Sbin fonctionnera sous la marque Orange,.